# Carex muelleriana
Carex muelleriana är en halvgräsart som beskrevs av Friedrich Wilhelm Schultz. Carex muelleriana ingår i släktet starrar, och familjen halvgräs. Inga underarter finns listade i Catalogue of Life.